# Stazione di Fontanarosa-Cervaro
La stazione di Fontanarosa-Cervaro è una fermata ferroviaria posta sulla linea Roma-Cassino-Napoli. Serve la località di Fontana Rosa, frazione del comune di Cassino, e la frazione di Santa Lucia del comune di Cervaro.

## Storia
La fermata venne attivata nel 1949. La fermata non ha mai avuto un traffico passeggeri notevole, il motivo è da ricercare innanzitutto per i pochi treni (solamente locali per Cassino e Caserta) che effettuano fermate. Questa situazione ha portato la fermata ad essere sfruttata ben poco da Cervaro (che dista 6 km) e dai comuni immediatamente limitrofi, che comunque tendono a rivolgersi a Cassino o, al più, alla vicina Mignano Monte Lungo. Trovando quindi solo un residuo traffico passeggeri dato da pendolari e abitanti della piccola zona che la circoscrive, gran parte dei servizi che erano stati previsti nel fabbricato passeggeri sono stati chiusi nei primi anni duemila.

## Strutture e impianti
La fermata possiede un fabbricato viaggiatori e un sovrappasso che viene utilizzato per spostarsi tra i due binari di corsa. Possiede anche una piccola pensilina in cemento per riparo in caso di mal tempo.
Il fabbricato viaggiatori al suo interno disponeva di una biglietteria corredata di una piccola sala d'attesa, chiuse al pubblico.

## Interscambi
La fermata, oltre a disporre di un parcheggio antistante il fabbricato viaggiatori, dispone di:
- Fermata autobus